# Gråvingad piha
Gråvingad piha (Lipaugus conditus) är en fågel i familjen kotingor inom ordningen tättingar.

## Utseende och läte
Gråvingad piha är en 24 cm lång grönaktig kotinga. Ovansidan är olivgrön med gulare övergump. Den är vidare grå på panna, tygel och under ögat, liksom på haka och övre delen av strupen men med ett strimmigt utseende. Bröstet är bjärt olivgult, mot buken gulare. Vingarna är olivbruna med silvergrå ytterfan som formar en vingpanel. Vingtäckarna är olivgula, stjärtpennorna är mörkt olivbruna med grått ytterfan och näbben är grå och slank. Honan liknar hanen men har mindre grått på huvudet. Sången består av ett explosivt tvåstavigt drygt sekundlångt "zuuee wheé", kortare och mindre sorgsamt än gulvingad piha.

## Utbredning och systematik
Fågeln förekommer i regnskog i sydöstra Brasilien i Rio de Janeiro (Serra dos Órgãos). Den behandlas som monotypisk, det vill säga att den inte delas in i några underarter.

### Släktestillhörighet
Tidigare placerades gråvingad piha tillsammans med systerarten gulvingad piha i det egna släktet Tijuca. Genetiska studier visar dock att de är en del av Lipaugus och förs allt oftare dit.

## Status
Gråvingad piha har en liten världspopulation uppskattad till under 1000 vuxna individer. Den är vidare begränsad till några få åtskilda bergsområden. Beståndet tros dock vara stabilt och inga kända hot mot artens levnadsmiljö är kända, även om bränder under torrperioden kan utgöra en risk inom nära framtid. Arten är upptagen på internationella naturvårdsunionen IUCN:s röda lista för hotade arter, där listad som sårbar.